# Nonenakkord
Der Nonenakkord, auch Nonakkord, Septnonenakkord oder Septnonakkord ist ein aus vier Terzen bestehender Fünfklang, dessen Rahmenintervall eine None ist. Die am häufigsten verwendete Spezialform dieses Akkords ist der Dominantseptnonakkord (Sigel: D9) mit zusätzlicher Terz, wobei ein großer und kleiner Nonenakkord unterschieden werden.
Nonenakkorde sind vor allem im Jazz sehr beliebt. Ein Nonenakkord wird dabei allerdings häufig nicht als Fünfklang gespielt, sondern besteht lediglich aus Terz, Sept und None. Dadurch behält er seinen ursprünglichen, angeschärften Klang bei und sorgt aber mit seiner Terz dafür, dass er sich eindeutig zuordnen lässt.